# Invocación del artículo 50 del tratado de la Unión Europea por el Reino Unido
La invocación del artículo 50 del tratado de la Unión Europea por el Reino Unido fue un paso importante en el proceso de salida del Reino Unido de la Unión Europea (UE), denominado Brexit. La invocación del apartado 2 del artículo 50 es el acto de notificar formalmente al Consejo Europeo la intención de un Estado miembro de retirarse de la UE para permitir que se inicien las negociaciones de retirada, como exige el Tratado de la Unión Europea.
El proceso de salida de la Unión Europea se inició mediante un referéndum celebrado en junio de 2016, que favoreció la retirada británica de la UE. En octubre de 2016, la Primera ministra del Reino Unido, Theresa May, anunció que el Artículo 50 sería activado por "el primer trimestre de 2017". El 24 de enero de 2017, la Corte Suprema del Reino Unido dictaminó en el caso Miller que el proceso no podía iniciarse sin una ley de autorización del parlamento. En consecuencia, la Ley de 2017 de la Unión Europea (notificación de retirada) que faculta al Primer ministro del Reino Unido para invocar el artículo 50 se promulgó en marzo de 2017.
El embajador británico ante la UE, Tim Barrow, le entregó a Donald Tusk, el presidente del Consejo Europeo, la carta que firmó May para invocar el artículo 50 del Tratado de la Unión Europea, el que pone en marcha el llamado Brexit.
La carta también contenía la intención del Reino Unido de retirarse de la Comunidad Europea de la Energía Atómica (CEEA o Euratom). Esto significa que el Reino Unido dejó de ser miembro de la UE el 31 de enero de 2020.

## Antecedentes
La primera invocación del artículo 50 del Tratado de la Unión Europea fue por el Reino Unido, después del 23 de junio de 2016 se celebró en el Reino Unido y en Gibraltar un referéndum sobre la permanencia del Reino Unido en la Unión Europea.En donde en ajustado margen ganó la propuesta de retiro de la Unión Europea.

El Reino Unido (en naranja) con respecto a la Unión Europea (en azul).

Cuando David Cameron renunció en junio de 2016, afirmó que el próximo primer ministro debe activar el artículo 50 y comenzar las negociaciones con la UE.

## Vistas Sobre Invocación

### Necesidad de Invocar el Artículo 50
El gobierno estaba comprometido a actuar en una "licencia" de voto y, tras conocerse el resultado, se comprometió a invocar el artículo 50 para iniciar el proceso con la UE. Sin embargo, a diferencia de la Ley de votaciones y circunscripciones parlamentarias de 2011, que contenía disposiciones para un sistema de "voto alternativo", que sólo se habría aplicado si se aprobara el resultado del referéndum celebrado en virtud de la Ley, la Ley del Referéndum de la Unión Europea 2015 no declaró que el gobierno podría invocar legalmente el artículo 50 sin una nueva ley de autorización del Parlamento, y después de un caso judicial el gobierno presentó un proyecto de ley que fue aprobado como la Unión Europea (notificación de la retirada) Ley 2017.
Las negociaciones después de invocar el artículo 50 no pueden utilizarse para renegociar las condiciones de la futura adhesión, ya que el artículo 50 no proporciona el fundamento jurídico para retirar la decisión de salir.

### Los argumentos para moverse lentamente en negociaciones
Nicolas J. Firzli, del Consejo Mundial de Pensiones (WPC), argumentó en julio de 2016 que podría ser de interés nacional de Gran Bretaña proceder lentamente en los meses siguientes; El Gobierno de Su Majestad podría querer presionar a Bruselas para que acepte los principios de un tratado de libre comercio antes de invocar el artículo 50, con la esperanza de obtener el apoyo de otros Estados miembros cuya economía está fuertemente ligada al Reino Unido. el libre comercio de bienes y servicios sin cargas burocráticas innecesarias, derecho de la competencia moderna y fronteras externas más fuertes, dejando el resto de los Estados miembros".
La primera ministra, Theresa May, confirmó que las discusiones con la UE no empezarían en 2016. "Quiero trabajar con ... el Consejo Europeo en un espíritu constructivo para hacer esto una salida sensata y ordenada", dijo. "Todos necesitamos tiempo para prepararnos para estas negociaciones y el Reino Unido no invocará el artículo 50 hasta que nuestros objetivos sean claros". En una rueda de prensa conjunta con mayo, el 20 de julio, la canciller alemana, Angela Merkel, apoyó la posición del Reino Unido a este respecto: "Todos tenemos interés en que este asunto esté cuidadosamente preparado, definiendo y delimitando claramente las posiciones. Tienen un cierto tiempo para prepararse para eso."

## Pre Negociaciones de salida
Antes de que el Gobierno del Reino Unido invocara el artículo 50, el Reino Unido permaneció miembro de la UE, tuvo que seguir cumpliendo todos los tratados relacionados con la UE, incluidos posibles acuerdos futuros, y se le trató legalmente como miembro. La UE no tiene un marco para excluir al Reino Unido -o cualquier otro miembro- siempre que no se invoque el artículo 50 y el Reino Unido no viola las leyes de la UE. Sin embargo, si el Reino Unido había violado el derecho de la UE de manera significativa, había lagunas legales de salida del Reino Unido de la UE a través del artículo 7, la llamada "opción nuclear", que permite a la UE para cancelar la membresía de un Estado que viola los principios fundamentales de la UE, Una prueba que es difícil de pasar. El artículo 7 no permite la cancelación forzosa de la membresía, sólo la denegación de derechos como el libre comercio, la libre circulación y los derechos de voto.
En una reunión de los Jefes de Gobierno de los demás Estados en junio de 2016, los dirigentes decidieron no iniciar ninguna negociación antes de que el Reino Unido invocara formalmente el artículo 50. En consecuencia, el presidente de la Comisión Europea, Jean-Claude Juncker, ordenó a todos los miembros De la Comisión de la UE a no entablar ningún tipo de contacto con las partes británicas en relación con Brexit. Ocurrieron declaraciones de medios de varios tipos. Por ejemplo, el 29 de junio de 2016, el presidente del Consejo Europeo Donald Tusk dijo al Reino Unido que no se les permitiría el acceso al mercado único europeo a menos que aceptaran sus cuatro libertades de bienes, capital, servicios y personas. Angela Merkel dijo: "Nos aseguraremos de que las negociaciones no se lleven a cabo de acuerdo con el principio de la recolección de cerezas ... Debe y hará una diferencia notable si un país quiere ser miembro de la familia de la Unión Europea o no ".
El Departamento de Comercio Internacional (DIT) fue creado por la primera ministra Theresa May, poco después de que asumiera el cargo el 13 de julio de 2016. Para crear y ampliar los acuerdos comerciales entre el Reino Unido y los Estados no miembros de la UE, A partir de febrero de 2017, el DIT emplea a unos 200 negociadores comerciales y es supervisado por Liam Fox, el Secretario de Estado para el Comercio Internacional.

## Objeto de las negociaciones
Dado que se ha invocado el artículo 50, el Reino Unido negociará con la Unión Europea el estatus de los 1,2 millones de ciudadanos británicos que viven en la UE, situación de los 3,2 millones de ciudadanos de la UE que viven en el Reino Unido. También se discutirán cuestiones relacionadas con la inmigración, el libre comercio, la libertad de circulación, la frontera irlandesa, el intercambio de inteligencia, asuntos administrativos y judiciales y los servicios financieros.

## Proceso

### Especulación Inicial
Durante la consulta David Cameron se comprometió a invocar el artículo 50 de la mañana de un voto Dejar la Unión, y se especuló que iba a hacer esto en la mañana con los parlamentarios euroescépticos llamar a la prudencia para evaluar la posición de negociación y Jeremy Corbyn Llamando a la invocación inmediata.

### Cambio de Liderato
David Cameron renunció como el primer ministro británico al presentar formalmente su dimisión ante la Reina Isabel II y en lugar de invocar el artículo 50, Cameron le dio esa potestad a sucesor en el puesto, quien sería Theresa May.

### Posición de la UE
Según el comisario europeo de asuntos económicos, Pierre Moscovici, Gran Bretaña debía proceder rápidamente. En junio de 2016, dijo: "Es necesario que el país en cuestión notifique su intención de salir (de la UE), de ahí la solicitud (al primer ministro británico David Cameron) de actuar rápidamente". Los restantes líderes de la UE emitieron una declaración conjunta el 26 de junio de 2016 lamentando pero respetando la decisión de Gran Bretaña y pidiéndoles que procedieran rápidamente de conformidad con el artículo 50. La declaración también añadió: "Estamos dispuestos a iniciar negociaciones rápidamente con el Reino Unido sobre los términos y condiciones El Reino Unido sigue siendo miembro de la Unión Europea, con todos los derechos y obligaciones que se derivan de ello. Según los Tratados que el Reino Unido ha ratificado, la UE La ley continúa aplicándose al pleno y en el Reino Unido hasta que ya no sea Miembro ".
Tras un debate sobre la prevista salida del Reino Unido el 28 de junio de 2016, el Parlamento de la UE aprobó una moción solicitando el desencadenamiento "inmediato" del artículo 50, aunque no existe un mecanismo que permita a la UE invocar el artículo.

### Sentencia
La abogada Gina Miller y un grupos de ciudadanos británicos presentó una demanda contra el gobierno británico donde en referencia al Brexit en donde el Tribunal Superior británico dictaminó que la primera ministra, Theresa May, debe recibir autorización del Parlamento antes de activar el artículo 50 del Tratado de la Unión Europea, que da inicio al Brexit y al periodo de dos años de negociaciones para salir de la Unión Europea.

### Parlamento
El 2 de octubre de 2016, la primera ministra, Theresa May, anunció que tenía la intención de invocar el Artículo 50 a finales de marzo de 2017, lo que significa que el Reino Unido estaría en camino de abandonar la UE a finales de marzo de 2019. El 7 de diciembre de 2016, la Cámara de los Comunes aprobó una moción no vinculante que apoya la invocación del Artículo 50 antes del 31 de marzo de 2017.El 7 de marzo de 2017 el proyecto de ley fue aprobado por la Cámara de los Lores, aunque con dos enmiendas. Tras las votaciones en la Cámara de los Comunes y de los Lores el 13 de marzo de 2017, estas dos enmiendas no pasaron a formar parte del proyecto de ley, por lo que el proyecto pasó sin modificaciones y recibió la aprobación real el 16 de marzo de 2017.

## Notificación
Después de 44 años en la Unión Europea, Reino Unido invoca el artículo 50 del Tratado de la Unión Europea que da inicio al Brexit mediante una carta presentanda por el embajador británico.